# Svetovno prvenstvo v hokeju na ledu 2007 - Divizija II
Divizija II Svetovnega prvenstva v hokeju na ledu 2007 se je odvila od 11. do 17. aprila 2007. Na turnirju je sodelovalo 12 reprezentanc, razdeljenih v dve skupini (Skupino A in Skupino B). 
Tekme so igrali v dvorani Vakar Lajos v Miercurea Ciucu, Romunija; ter v dvorani Newcastle HISS Arena v Newcastlu, Avstralija. 

## Sodelujoče države

### Skupina A
Skupina A se je odvila v hrvaškem mestu Zagrebu:
| Reprezentanca | Rezultat iz leta 2006                                                                             |
| ------------- | ------------------------------------------------------------------------------------------------- |
| Hrvaška       | Gostiteljica; udeležbo so si zagotovili s šestim mestom in izpadom v skupini B v Diviziji I 2006. |
| Bolgarija     | Udeležbo so si zagotovili z drugim mestom v skupini A v Diviziji II 2006.                         |
| Belgija       | Udeležbo so si zagotovili s tretjim mestom v skupini A v Diviziji II 2006.                        |
| Srbija        | Udeležbo so si zagotovili s četrtim mestom v skupini A v Diviziji II 2006.                        |
| Španija       | Udeležbo so si zagotovili s petim mestom v skupini A v Diviziji II 2006.                          |
| Turčija       | Udeležbo so si zagotovili z drugim mestom v Diviziji III 2006.                                    |

### Skupina B
Skupina B se je odvila v južnokorejskem mestu Seul:
| Reprezentanca  | Rezultat iz leta 2006                                                                   |
| -------------- | --------------------------------------------------------------------------------------- |
| Izrael         | Udeležbo so si zagotovili s šestim mestom in izpadom v skupini A v Diviziji I 2006.     |
| Južna Koreja   | Gostiteljica; udeležbo so si zagotovili z drugim mestom v skupini B v Diviziji II 2006. |
| Avstralija     | Udeležbo so si zagotovili s tretjim mestom v skupini B v Diviziji II 2006.              |
| Severna Koreja | Udeležbo so si zagotovili s četrtim mestom v skupini B v Diviziji II 2006.              |
| Mehika         | Udeležbo so si zagotovili s petim mestom v skupini B v Diviziji II 2006.                |
| Islandija      | Udeležbo so si zagotovili s prvim mestom v Diviziji III 2006.                           |

## Skupina A
V IIHF je vstopila nova reprezentanca Srbije kot naslednica Srbije in Črne gore.

### Tekme
| 11. april 2007 14:00 | Turčija | 4–6 | Srbija | Dom sportova, Zagreb |

| Poročilo tekme      | Poročilo tekme | Poročilo tekme | Poročilo tekme | Poročilo tekme |
| ------------------- | -------------- | -------------- | -------------- | -------------- |
| Začetek: ni podatka |                |                |                |                |

| 11. april 2007 17:15 | Bolgarija | 0–4 | Španija | Dom sportova, Zagreb |

| Poročilo tekme      | Poročilo tekme | Poročilo tekme | Poročilo tekme | Poročilo tekme |
| ------------------- | -------------- | -------------- | -------------- | -------------- |
| Začetek: ni podatka |                |                |                |                |

| 11. april 2007 20:30 | Belgija | 4–13 | Hrvaška | Dom sportova, Zagreb |

| Poročilo tekme      | Poročilo tekme | Poročilo tekme | Poročilo tekme | Poročilo tekme |
| ------------------- | -------------- | -------------- | -------------- | -------------- |
| Začetek: ni podatka |                |                |                |                |

| 12. april 2007 14:00 | Bolgarija | 0–6 | Belgija | Dom sportova, Zagreb |

| Poročilo tekme      | Poročilo tekme | Poročilo tekme | Poročilo tekme | Poročilo tekme |
| ------------------- | -------------- | -------------- | -------------- | -------------- |
| Začetek: ni podatka |                |                |                |                |

| 12. april 2007 17:15 | Španija | 10–2 | Turčija | Dom sportova, Zagreb |

| Poročilo tekme      | Poročilo tekme | Poročilo tekme | Poročilo tekme | Poročilo tekme |
| ------------------- | -------------- | -------------- | -------------- | -------------- |
| Začetek: ni podatka |                |                |                |                |

| 12. april 2007 20:30 | Hrvaška | 2–0 | Srbija | Dom sportova, Zagreb |

| Poročilo tekme      | Poročilo tekme | Poročilo tekme | Poročilo tekme | Poročilo tekme |
| ------------------- | -------------- | -------------- | -------------- | -------------- |
| Začetek: ni podatka |                |                |                |                |

| 14. april 2007 14:00 | Bolgarija | 7–5 | Turčija | Dom sportova, Zagreb |

| Poročilo tekme      | Poročilo tekme | Poročilo tekme | Poročilo tekme | Poročilo tekme |
| ------------------- | -------------- | -------------- | -------------- | -------------- |
| Začetek: ni podatka |                |                |                |                |

| 14. april 2007 17:15 | Belgija | 2–1 | Srbija | Dom sportova, Zagreb |

| Poročilo tekme      | Poročilo tekme | Poročilo tekme | Poročilo tekme | Poročilo tekme |
| ------------------- | -------------- | -------------- | -------------- | -------------- |
| Začetek: ni podatka |                |                |                |                |

| 14. april 2007 20:30 | Hrvaška | 8–2 | Španija | Dom sportova, Zagreb |

| Poročilo tekme      | Poročilo tekme | Poročilo tekme | Poročilo tekme | Poročilo tekme |
| ------------------- | -------------- | -------------- | -------------- | -------------- |
| Začetek: ni podatka |                |                |                |                |

| 15. april 2007 14:00 | Španija | 2–3 | Belgija | Dom sportova, Zagreb |

| Poročilo tekme      | Poročilo tekme | Poročilo tekme | Poročilo tekme | Poročilo tekme |
| ------------------- | -------------- | -------------- | -------------- | -------------- |
| Začetek: ni podatka |                |                |                |                |

| 15. april 2007 17:15 | Srbija | 7–1 | Bolgarija | Dom sportova, Zagreb |

| Poročilo tekme      | Poročilo tekme | Poročilo tekme | Poročilo tekme | Poročilo tekme |
| ------------------- | -------------- | -------------- | -------------- | -------------- |
| Začetek: ni podatka |                |                |                |                |

| 15. april 2007 20:30 | Turčija | 2–25 | Hrvaška | Dom sportova, Zagreb |

| Poročilo tekme      | Poročilo tekme | Poročilo tekme | Poročilo tekme | Poročilo tekme |
| ------------------- | -------------- | -------------- | -------------- | -------------- |
| Začetek: ni podatka |                |                |                |                |

| 17. april 2007 14:00 | Srbija | 4–7 | Španija | Dom sportova, Zagreb |

| Poročilo tekme      | Poročilo tekme | Poročilo tekme | Poročilo tekme | Poročilo tekme |
| ------------------- | -------------- | -------------- | -------------- | -------------- |
| Začetek: ni podatka |                |                |                |                |

| 17. april 2007 17:15 | Belgija | 10–2 | Turčija | Dom sportova, Zagreb |

| Poročilo tekme      | Poročilo tekme | Poročilo tekme | Poročilo tekme | Poročilo tekme |
| ------------------- | -------------- | -------------- | -------------- | -------------- |
| Začetek: ni podatka |                |                |                |                |

| 17. april 2007 20:30 | Hrvaška | 10–2 | Bolgarija | Dom sportova, Zagreb |

| Poročilo tekme      | Poročilo tekme | Poročilo tekme | Poročilo tekme | Poročilo tekme |
| ------------------- | -------------- | -------------- | -------------- | -------------- |
| Začetek: ni podatka |                |                |                |                |

### Končna lestvica
| Reprezentanca | OT | Z | ZPP | PPP | P | GF | GA | TOČ |
| ------------- | -- | - | --- | --- | - | -- | -- | --- |
| Hrvaška       | 5  | 5 | 0   | 0   | 0 | 58 | 10 | 15  |
| Belgija       | 5  | 4 | 0   | 0   | 1 | 25 | 18 | 12  |
| Španija       | 5  | 3 | 0   | 0   | 2 | 25 | 17 | 9   |
| Srbija        | 5  | 2 | 0   | 0   | 3 | 18 | 16 | 6   |
| Bolgarija     | 5  | 1 | 0   | 0   | 4 | 10 | 32 | 3   |
| Turčija       | 5  | 0 | 0   | 0   | 5 | 15 | 58 | 0   |

Hrvaška napreduje v Divizijo I za 2008.
Turčija je izpadla v Divizijo III za 2008. 

### Rezultati
| Reprezentanca | Belgija | Bolgarija | Hrvaška | Španija | Srbija | Turčija |
| ------------- | ------- | --------- | ------- | ------- | ------ | ------- |
| Belgija       |         | 6 - 0     | 4 - 13  | 3 - 2   | 2 - 1  | 10 - 2  |
| Bolgarija     | 0 - 6   |           | 2 - 10  | 0 - 4   | 1 - 7  | 7 - 5   |
| Hrvaška       | 13 - 4  | 10 - 2    |         | 8 - 2   | 2 - 0  | 25 - 2  |
| Španija       | 2 - 3   | 4 - 0     | 2 - 8   |         | 7 - 4  | 10 - 2  |
| Srbija        | 1 - 2   | 7 - 1     | 0 - 2   | 4 - 7   |        | 6 - 4   |
| Turčija       | 2 - 10  | 5 - 7     | 2 - 25  | 2 - 10  | 4 - 6  |         |

## Skupina B

### Tekme
| 2. april 2007 13:00 | Južna Koreja | 6–1 | Mehika | Mok-Dong Arena, Seul |

| Poročilo tekme      | Poročilo tekme | Poročilo tekme | Poročilo tekme | Poročilo tekme |
| ------------------- | -------------- | -------------- | -------------- | -------------- |
| Začetek: ni podatka |                |                |                |                |

| 2. april 2007 16:30 | Avstralija | 4–1 | Izrael | Mok-Dong Arena, Seul |

| Poročilo tekme      | Poročilo tekme | Poročilo tekme | Poročilo tekme | Poročilo tekme |
| ------------------- | -------------- | -------------- | -------------- | -------------- |
| Začetek: ni podatka |                |                |                |                |

| 3. april 2007 16:30 | Južna Koreja | 5–4 | Avstralija | Mok-Dong Arena, Seul |

| Poročilo tekme      | Poročilo tekme | Poročilo tekme | Poročilo tekme | Poročilo tekme |
| ------------------- | -------------- | -------------- | -------------- | -------------- |
| Začetek: ni podatka |                |                |                |                |

| 3. april 2007 20:00 | Mehika | 2–3 | Islandija | Mok-Dong Arena, Seul |

| Poročilo tekme      | Poročilo tekme | Poročilo tekme | Poročilo tekme | Poročilo tekme |
| ------------------- | -------------- | -------------- | -------------- | -------------- |
| Začetek: ni podatka |                |                |                |                |

| 5. april 2007 13:00 | Izrael | 3–1 | Mehika | Mok-Dong Arena, Seul |

| Poročilo tekme      | Poročilo tekme | Poročilo tekme | Poročilo tekme | Poročilo tekme |
| ------------------- | -------------- | -------------- | -------------- | -------------- |
| Začetek: ni podatka |                |                |                |                |

| 5. april 2007 16:30 | Južna Koreja | 17–2 | Islandija | Mok-Dong Arena, Seul |

| Poročilo tekme      | Poročilo tekme | Poročilo tekme | Poročilo tekme | Poročilo tekme |
| ------------------- | -------------- | -------------- | -------------- | -------------- |
| Začetek: ni podatka |                |                |                |                |

| 7. april 2007 13:00 | Avstralija | 5–3 | Islandija | Mok-Dong Arena, Seul |

| Poročilo tekme      | Poročilo tekme | Poročilo tekme | Poročilo tekme | Poročilo tekme |
| ------------------- | -------------- | -------------- | -------------- | -------------- |
| Začetek: ni podatka |                |                |                |                |

| 7. april 2007 16:30 | Izrael | 2–5 | Južna Koreja | Mok-Dong Arena, Seul |

| Poročilo tekme      | Poročilo tekme | Poročilo tekme | Poročilo tekme | Poročilo tekme |
| ------------------- | -------------- | -------------- | -------------- | -------------- |
| Začetek: ni podatka |                |                |                |                |

| 8. april 2007 14:30 | Mehika | 2–12 | Avstralija | Mok-Dong Arena, Seul |

| Poročilo tekme      | Poročilo tekme | Poročilo tekme | Poročilo tekme | Poročilo tekme |
| ------------------- | -------------- | -------------- | -------------- | -------------- |
| Začetek: ni podatka |                |                |                |                |

| 8. april 2007 18:00 | Islandija | 1–5 | Izrael | Mok-Dong Arena, Seul |

| Poročilo tekme      | Poročilo tekme | Poročilo tekme | Poročilo tekme | Poročilo tekme |
| ------------------- | -------------- | -------------- | -------------- | -------------- |
| Začetek: ni podatka |                |                |                |                |

### Končna lestvica
| Reprezentanca  | OT     | Z      | ZPP    | PPP    | P      | GF     | GA     | TOČ    |
| -------------- | ------ | ------ | ------ | ------ | ------ | ------ | ------ | ------ |
| Južna Koreja   | 4      | 4      | 0      | 0      | 0      | 33     | 9      | 12     |
| Avstralija     | 4      | 3      | 0      | 0      | 1      | 25     | 11     | 9      |
| Izrael         | 4      | 2      | 0      | 0      | 2      | 11     | 11     | 6      |
| Islandija      | 4      | 1      | 0      | 0      | 3      | 9      | 29     | 3      |
| Mehika         | 4      | 0      | 0      | 0      | 4      | 6      | 24     | 0      |
| Severna Koreja | Izstop | Izstop | Izstop | Izstop | Izstop | Izstop | Izstop | Izstop |

Južna Koreja napreduje v Divizijo I za 2008.
Severna Koreja je izpadla v Divizijo III za 2008. 

### Rezultati
| Reprezentanca | Avstralija | Islandija | Izrael | Južna Koreja | Mehika |
| ------------- | ---------- | --------- | ------ | ------------ | ------ |
| Avstralija    |            | 5 - 3     | 4 - 1  | 4 - 5        | 12 - 2 |
| Islandija     | 3 - 5      |           | 1 - 5  | 2 - 17       | 3 - 2  |
| Izrael        | 1 - 4      | 5 - 1     |        | 2 - 5        | 3 - 1  |
| Južna Koreja  | 5 - 4      | 17 - 2    | 5 - 2  |              | 6 - 1  |
| Mehika        | 2 - 12     | 2 - 3     | 1 - 3  | 1 - 6        |        |